# Miss Universo Hungría
Miss Universo Hungría (en inglés: Miss Universe Hungary) es un concurso de belleza nacional en Hungría. Se encarga de seleccionar a la representante del país para el concurso Miss Universo.

## Ganadoras
: Declarada como ganadora
     : Terminó como finalista
     : Terminó como una de las semifinalistas o cuartofinalistas
     : Terminó como ganadora de premios especiales
| Año                           | Condado                | Ciudad natal | Miss Universo Hungría | Posición en Miss Universo | Premios especiales | Notas |
| ----------------------------- | ---------------------- | ------------ | --------------------- | ------------------------- | ------------------ | --- |
| 2024                          | Vas                    | Szombathely  | Nóra Kenéz            | No clasificó              |                    | |
| 2023                          | Győr-Moson-Sopron      | Hidegség     | Tünde Blága           | No clasificó              |                    | Dirección de Royal Business Corporation.                                                                                 |
| 2022                          | No compitió            | No compitió  | No compitió           | No compitió               | No compitió        | No compitió |
| 2021                          | Budapest               | Budapest     | Jázmin Viktória       | No clasificó              |                    | Dirección de Gábor Panyik.                                                                                               |
| No compitió entre 2019 y 2020 |                        |              |                       |                           |                    | |
| 2018                          | Budapest               | Budapest     | Enikő Kecskès         | Top 20                    |                    | Dirección de Veronika Kovacs.                                                                                            |
| 2017                          | No compitió            | No compitió  | No compitió           | No compitió               | No compitió        | No compitió |
| 2016                          | Budapest               | Budapest     | Veronika Bodizs       | No clasificó              |                    | |
| 2015                          | Borsod-Abaúj-Zemplén   | Miskolc      | Nikoletta Nagy        | No clasificó              |                    | |
| 2014                          | Pest                   | Albertirsa   | Henrietta Kelemen     | No clasificó              |                    | Dirección de Andrew G y Tímea Vajna.                                                                                     |
| A Szépségkirályno             |                        |              |                       |                           |                    | |
| 2013                          | Budapest               | Budapest     | Rebeka Kárpáti        | No clasificó              |                    | |
| 2012                          | Bács-Kiskun            | Szeremle     | Ágnes Konkoly         | Top 10                    |                    | |
| 2011                          | Békés                  | Szarvas      | Betta Lipcsei         | No clasificó              |                    | |
| 2010                          | Csongrád-Csanád        | Szeged       | Tímea Babinyecz       | No clasificó              |                    | |
| 2009                          | Budapest               | Budapest     | Zsuzsa Budai          | No clasificó              |                    | |
| A Királynő                    |                        |              |                       |                           |                    | |
| 2008                          | Budapest               | Budapest     | Jázmin Dammak         | Top 15                    |                    | |
| 2007                          | Somogy                 | Kaposvár     | Ildikó Bóna           | No clasificó              |                    | |
| 2006                          | Budapest               | Budapest     | Adrienn Bende         | Top 20                    |                    | |
| 2005                          | Somogy                 | Siófok       | Szandra Proksa        | No clasificó              |                    | |
| 2004                          | Szabolcs-Szatmár-Bereg | Ibrány       | Blanka Bakos          | No clasificó              |                    | |
| 2003                          | Somogy                 | —            | Viktória Tomozi       | No clasificó              |                    | |
| 2002                          | Budapest               | Budapest     | Edit Friedl           | No clasificó              |                    | |
| 2001                          | —                      | —            | Ágnes Helbert         | No clasificó              |                    | |
| 2000                          | Budapest               | Budapest     | Izabella Kiss         | No clasificó              |                    | Designada: una finalista asumió para competir en Miss Universo 2000.                                                     |
| 2000                          | Budapest               | Budapest     | Ágnes Nagy            | No compitió               | No compitió        | Se retiró por motivos personales Nota: las ganadoras de 1998 y 2000 tienen el mismo nombre pero son diferentes personas. |
| 1999                          | Bács-Kiskun            | Soltvadkert  | Anett Garami          | No clasificó              |                    | |
| 1998                          | Budapest               | Budapest     | Ágnes Nagy            | No clasificó              |                    | |
| 1997                          | Hajdú-Bihar            | Debrecen     | Ildikó Kekan          | No clasificó              |                    | |
| 1996                          | Budapest               | Budapest     | Andrea Deák           | No clasificó              |                    | |
| 1995                          | Győr-Moson-Sopron      | Győr         | Andrea Harsányi       | No clasificó              |                    | |
| 1994                          | Jász-Nagykun-Szolnok   | Karcag       | Szilvia Fórián        | No clasificó              |                    | |
| 1993                          | Veszprém               | Balatonfüred | Zsanna Pardy          | No clasificó              |                    | |
| 1992                          | Heves                  | Eger         | Dóra Patkó            | No clasificó              |                    | |